# Nysa (település)
Nysa (németül Neiße, csehül Nisa) Lengyelország városa Nysa járásban, az Opolei vajdaságban.
Területe 27,5 km², 2016-ban 44 419 lakosa volt.

## Története
A 10. században épült, Szilézia egyik legrégibb városaként: 1200-tól a boroszlói érsekség része volt. 1350-ben városfalakkal megerősítették, 1424-ben a husziták megtámadták, s a harmincéves háború (1618–1648) alatt három ostromot szenvedett el.
II. Frigyes porosz király elvette Ausztriától és Poroszországhoz csatolta az osztrák örökösödési háború (1740–1748) után, és modern katonai infrastruktúrát alakított ki benne. A napóleoni korszakban (1807) a franciák foglalták el, a második világháború után pedig Lengyelországhoz került.

### Testvérvárosok
- Lüdinghausen, Németország
- Jeseník (Jeseníki járás), Csehország
- Šumperk, Csehország
- Kolomija, Ukrajna
- Ingelheim am Rhein, Németország
- Baltyijszk, Oroszország
- Taverny, Franciaország (1964)
- Marsala, Olaszország (2014)[2][3]
- Ternopil, Ukrajna
- Campobasso, Olaszország

## Fordítás
Ez a szócikk részben vagy egészben  a   Nysa című olasz Wikipédia-szócikk ezen változatának fordításán alapul.  Az eredeti cikk szerkesztőit annak laptörténete sorolja fel. Ez a jelzés csupán a megfogalmazás eredetét és a szerzői jogokat jelzi, nem szolgál a cikkben szereplő információk forrásmegjelöléseként.